# Phlegmariurus acifolius
Phlegmariurus acifolius är en lummerväxtart som först beskrevs av Rolleri, och fick sitt nu gällande namn av B. Øllg. Phlegmariurus acifolius ingår i släktet Phlegmariurus och familjen lummerväxter. Inga underarter finns listade i Catalogue of Life.